# Конькобежный спорт на зимних Олимпийских играх 2018 — командная гонка (мужчины)
Соревнования по конькобежному спорту среди мужчин в командной гонке преследования на зимних Олимпийских играх 2018 проходили 18 и 21 февраля на Олимпийском Овале Каннына. В соревнованиях выступило 8 сборных по 3 спортсмена в каждой. Квалификация на Игры осуществлялась по результатам четырёх этапов Кубка мира 2017/2018. В четвертьфиналах отбор в полуфиналы проводился по времени, показанному командами.
Действующими олимпийскими чемпионами и рекордсменами мира являлись голландские конькобежцы.

## Медалисты
| Золото                                                                             | Серебро                                                  | Бронза                                                              |
| Норвегия · Симен Нильсен · Сверре Лунде Педерсен · Ховард Бёкко · Синдре Хенриксен | Республика Корея · Ли Сын Хун · Чон Чжэ Вон · Ким Минсок | Нидерланды · Свен Крамер · Ян Блокхёйсен · Патрик Руст · Кун Вервей |

## Расписание
Время местное (UTC+9)
| Дата       | Время | Раунд                 |
| ---------- | ----- | --------------------- |
| 18 февраля | 20:00 | 1/4 финала 1/2 финала |
| 21 февраля | 20:00 | Финал                 |

## Рекорды
До начала зимних Олимпийских игр 2018 года мировой и олимпийский рекорды были следующими:
| Мировой рекорд     | Нидерланды Свен Крамер Ян Блокхёйсен Кун Вервей       | 3:35,60 | Солт-Лейк-Сити | 16 ноября 2013  |
| Олимпийский рекорд | Нидерланды · Свен Крамер · Ян Блокхёйсен · Кун Вервей | 3:37,71 | Сочи           | 22 февраля 2014 |

## Результаты

### Четвертьфиналы
Четыре сборных, показавших лучшее время по итогам четвертьфинала, проходят в полуфинал соревнований. Команды с пятым и шестым временем отправляются в финал C, а сборные с седьмым и восьмым результатом в финал D.

| Четвертьфинал 1 |                  |                                                      |         |
| 1               | Норвегия         | Синдре Хенриксен Симен Нильсен Сверре Лунде Педерсен | 3:40,09 |
| 2               | Новая Зеландия   | Шейн Доббин Рейон Кей Питер Майкл                    | 3:41,18 |
| Четвертьфинал 2 |                  |                                                      |         |
| 1               | Республика Корея | Ли Сын Хун Чон Чжэ Вон Ким Минсок                    | 3:39,29 |
| 2               | Италия           | Андреа Джованнини Риккардо Бугари Никола Тумолеро    | 3:41,64 |
| Четвертьфинал 3 |                  |                                                      |         |
| 1               | Япония           | Шейн Уильямсон Сёта Накамура Сейтаро Итионэ          | 3:41,62 |
| 2               | Канада           | Джордан Бельчос Тед-Ян Блумен Денни Моррисон         | 3:41,73 |
| Четвертьфинал 4 |                  |                                                      |         |
| 1               | Нидерланды       | Кун Вервей Свен Крамер Ян Блокхёйсен                 | 3:40,03 |
| 2               | США              | Брайан Хансен Эмери Леман Джой Мантиа                | 3:42,98 |

| Место | Забег | Страна           | Время   | Отставание | Квалифицировалась |
| ----- | ----- | ---------------- | ------- | ---------- | ----------------- |
| 1     | 2     | Республика Корея | 3:39,29 | +0,00      | Полуфинал 1       |
| 2     | 4     | Нидерланды       | 3:40,03 | +0,74      | Полуфинал 2       |
| 3     | 1     | Норвегия         | 3:40,09 | +0,80      | Полуфинал 2       |
| 4     | 1     | Новая Зеландия   | 3:41,18 | +1,89      | Полуфинал 1       |
| 5     | 3     | Япония           | 3:41,62 | +2,33      | Финал С           |
| 6     | 2     | Италия           | 3:41,64 | +2,35      | Финал С           |
| 7     | 3     | Канада           | 3:41,73 | +2,44      | Финал D           |
| 8     | 4     | США              | 3:42,98 | +3,69      | Финал D           |

### Полуфиналы
| Место       | Страна           | Спортсмены                                       | Время         | Отставание | Примечание |
| ----------- | ---------------- | ------------------------------------------------ | ------------- | ---------- | ---------- |
| Полуфинал 1 |                  |                                                  |               |            |            |
| 1           | Республика Корея | Ли Сын Хун Чон Чжэ Вон Ким Минсок                | 3:38,82       | +0,00      | Финал A    |
| 2           | Новая Зеландия   | Шейн Доббин Рейон Кей Питер Майкл                | 3:39,53       | +0,71      | Финал B    |
| Полуфинал 2 |                  |                                                  |               |            |            |
| 1           | Норвегия         | Ховард Бёкко Симен Нильсен Сверре Лунде Педерсен | 3:37,08 OR TR | +0,00      | Финал A    |
| 2           | Нидерланды       | Патрик Руст Свен Крамер Ян Блокхёйсен            | 3:38,46       | +1,38      | Финал B    |

### Финалы
| Место   | Страна           | Спортсмены                                        | Время   | Отставание |
| ------- | ---------------- | ------------------------------------------------- | ------- | ---------- |
| Финал A |                  |                                                   |         |            |
| 1       | Норвегия         | Ховард Бёкко Симен Нильсен Сверре Лунде Педерсен  | 3:37,32 | +0,00      |
| 2       | Республика Корея | Ли Сын Хун Чон Чжэ Вон Ким Минсок                 | 3:38,52 | +1,20      |
| Финал B |                  |                                                   |         |            |
| 3       | Нидерланды       | Патрик Руст Свен Крамер Ян Блокхёйсен             | 3:38,40 | +0,00      |
| 4       | Новая Зеландия   | Шейн Доббин Рейон Кей Питер Майкл                 | 3:43,54 | +5,14      |
| Финал C |                  |                                                   |         |            |
| 5       | Япония           | Шейн Уильямсон Рёсукэ Цутия Сейтаро Итионэ        | 3:41,62 | +0,00      |
| 6       | Италия           | Андреа Джованнини Риккардо Бугари Никола Тумолеро | DSQ     | DSQ        |
| Финал D |                  |                                                   |         |            |
| 7       | Канада           | Бенджамин Доннелли Тед-Ян Блумен Денни Моррисон   | 3:42,16 | +0,00      |
| 8       | США              | Брайан Хансен Эмери Леман Джонатан Гарсиа         | 3:50,77 | +8,61      |

## Итоговое положение
| Место | Страна           |
| ----- | ---------------- |
| 1     | Норвегия         |
| 2     | Республика Корея |
| 3     | Нидерланды       |
| 4     | Новая Зеландия   |
| 5     | Япония           |
| 6     | Италия           |
| 7     | Канада           |
| 8     | США              |